# إدارة التسجيل الاستراتيجية
إدارة التسجيل الاستراتيجية [(SEM]) هي أحد العناصر المهمة للتخطيط لنمو جديد في أية جامعة أو كلية؛ إذ تتعلق بكلٍ من نمو البرامج الأكاديمية وحاجات المرافق.  وينصب تركيز إدارة التسجيل الاستراتيجية (SEM) على السبل المثلى لتحقيق النجاح للطلاب، مع زيادة أعداد التسجيل في الوقت نفسه، وتحقيق الاستقرار للعائدات المؤسسية. ونجاح الطالب، من وجهة نظر مدير التسجيل، يعتمد غالبًا على معدلات الاستمرار في الكلية أو الجامعة، والتخرج فيها. ويعني ذلك أن الطلاب يُسجَلون عادةً في الدراسة بناءً على احتمالية تخرجهم. لكن بالرغم من أن هذا الأمر مقبول في العديد من المؤسسات الخاصة، فهو ليس شائعًا في العديد من المؤسسات الحكومية، مثل الكليات الأهلية. فأسلوب إدارة التسجيل الاستراتيجية الحقيقي ينظر إلى الدورة التي يخوضها الطالب بالكامل، بدءًا من دخول الكلية أو الجامعة وصولاً إلى التخرج فيها. 
رأي توماس ويليامز :
يشير مصطلح: إدارة التسجيل إلى المهمة التقليدية المتمثلة في «وضع هدف معين وتحقيقه، وهو جمع مجموعة من الطلاب تضم مزيجًا محددًا ومميزًا من الطلاب من حيث الكفاءة، والعدد، والتنوع في كافة الجوانب.» أما إدارة التسجيل الاستراتيجية، فهي مهمة أكثر اتساعًا وديناميكية تبدأ بفهم العالم من حولنا، والتكهن بالتغيرات التي قد تطرأ عليه، والتدقيق في رسالة المؤسسة وأهدافها، وتعديلها إن لزم الأمر، وتنسيق «الجهود على مستوى الحرم الجامعي في كافة المجالات، مثل التسويق، وتسجيل الطلاب والإبقاء عليهم، وتحديد أسعار قيمة المصروفات، والمساعدات المالية، وتقديم الاستشارات الأكاديمية والمهنية، وإصلاح المناهج.»
فيما يلي بعض مكونات إدارة التسجيل الاستراتيجية: 
- خصائص المؤسسة والعالم المحيط بها
- مهمة المؤسسة وأولوياتها
- عمليات التسجيل المثلى (العدد، الكفاءة، التنوع)
- تسجيل الطلاب
- الرسوم التي يدفعها الطلاب، والمساعدات المالية
- الإبقاء على الطلاب
- التسويق المؤسسي
- تقديم الاستشارات المهنية والتنمية المهنية
- تقديم الاستشارات الأكاديمية
- تطوير المناهج والبرامج
- أساليب تقديم البرامج
- جودة مرافق الحرم الجامعي والحياة فيه

التاريخ:

## مفاهيم خاطئة شائعة
يرى برونترجر وكرلين أن المفاهيم الخاطئة الشائعة - التي قد تمثل أحيانًا عقبات أمام تنفيذ إدارة التسجيل الاستراتيجية أو تطويرها داخل أية مؤسسة - تتمثل في الاعتقاد بأن إدارة التسجيل الاستراتيجية هي:
- حل سريع
- هيكل تنظيمي فقط
- عملية تسويق وتسجيل دخول متقدمة
- تستنزف المؤسسة ماليًا مع الوقت
- وظيفة إدارية منفصلة عن الخطة الأكاديمية ومهمة المؤسسة